# Waleriusz Flakkus
Waleriusz Flakkus, Gaius Valerius Flaccus (I wiek n.e.) – poeta rzymski.
Był autorem dzieła Argonautica, powstałego między 70 r. a 95 r. i dedykowanego cesarzowi Wespazjanowi. Argonautica, historia wyprawy Jazona po Złote Runo, nawiązywała do utworu Apolloniosa Rodyjskiego pod tym samym tytułem. W ośmiu księgach swojego jedynego znanego dzieła Waleriusz Flakkus przedstawił dzieje Argonautów odmiennie od poprzednika, dodając nowe elementy, niektóre rozwijając, inne skracając i pomijając. Sama podróż została przesunięta na dalszy plan (zapewne brakowało autorowi przygotowania geograficznego, jakim dysponował Apollonios, uczony i kierownik Biblioteki Aleksandryjskiej), uwypuklono natomiast poszczególne przygody. Urwana w połowie księga VIII pozwala przypuszczać, że Argonautica nie została ukończona, tym bardziej że Kwintylian w dziele Kształcenie mówcy wyraził żal z powodu przedwczesnej śmierci Flakkusa. Możliwe także, że Argonautica nie zachowała się w całości do czasów współczesnych.